# Sztolnie w Dolinie Białego

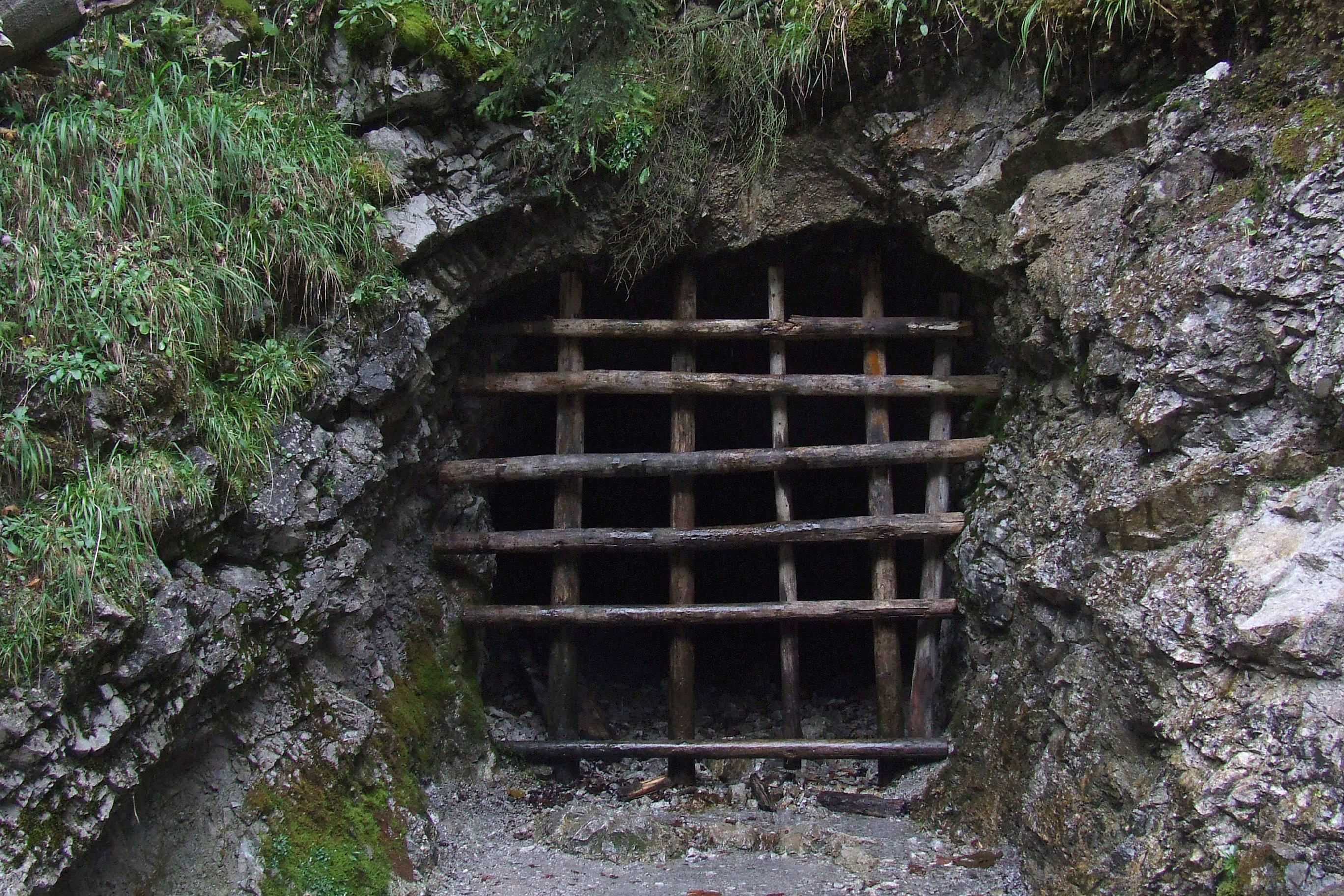
Zamknięty kratą wylot sztolni

Sztolnie w Dolinie Białego – dwie sztolnie we wschodnich zboczach Doliny Białego w polskich Tatrach Zachodnich, będące pozostałością poszukiwań rud uranu w latach 50. XX w. Znajdują się u wylotu jednego z płytkich żlebów opadających z masywu Krokwi. Wylot jednej ze sztolni znajduje się tuż przy znakowanym szlaku turystycznym wiodącym Doliną Białego, drugi jest około 100 m dalej, przy tym samym żlebie.
Początek lat 50. XX wieku był okresem wyścigu zbrojeń między ZSRR a państwami zachodnimi. O dużych złożach uranu w ZSRR jeszcze wówczas nie wiedziano, poszukiwano ich m.in. w Tatrach, w Kopach Sołtysich i Hali na Stołach. Zasadnicze poszukiwania w tym rejonie skupiły się jednak w Dolinie Białego, gdyż wstępne rozpoznanie wskazywało na możliwość występowania tutaj rudy uranowej. Poszukiwania prowadzono w triasowych łupkach z wulkanicznymi tufitami, które często zawierają rudy uranu. Prace poszukiwawcze prowadziło wojsko radzieckie i specjaliści radzieccy. Cała Dolina Białego została zamknięta i była pilnie strzeżona. Wykopano dwie sztolnie. Poszukiwania te okazały się jednak, jak pisze Władysław Cywiński, … na szczęście dla wszystkich miłośników Tatr, bezowocne. Obecnie sztolnie są niedostępne dla turystów, a ich wyloty są zamknięte kratami.
Według Cywińskiego wysokość sztolni wynosi ok. 2 m, tak że w sztolniach tych można się swobodnie poruszać, a łączna ich długość to prawie 1 km. W 2010 naukowcy wykonali w tych sztolniach badanie promieniowania gamma i pomiar stężenia izotopów promieniotwórczych radonu (222Rn), radu (226Ra), toru (232Th) i potasu (40K). Podano też nieco inne dane dotyczące rozmiarów sztolni. Według ich opisu obydwie mają boczne odgałęzienia, a łączna długość pierwszej z nich to około 260 m, drugiej 440 m (dane przybliżone); szerokość 1,5–2 m, wysokość 2 m. W czasie pomiarów na dnie sztolni znajdowała się woda, do 35 cm w najgłębszych miejscach. Z pomiarów wynika, że stężenie promieniotwórczego radonu w powietrzu sztolni oraz w wypływającej z nich wodzie jest dużo wyższe od przeciętnego. W wodzie wypływającej ze sztolni jest niemal 10-krotnie większe niż w wodzie Białego Potoku, do której ona uchodzi, a w wodzie zalegającej w sztolni stężenie to jest nawet 130 razy większe.